# Eccellenza Trentino-Alto Adige 2019-2020
Il campionato italiano di calcio di Eccellenza regionale 2019-2020 è il ventinovesimo organizzato in Italia. Rappresenta il quinto livello del sistema calcistico nazionale.
Questa pagina tratta i risultati del girone unico del Trentino-Alto Agie.

## Stagione
Al termine della precedente stagione sale di categoria il Dro Alto Garda (vincitore del campionato), mentre l'Obermais, qualificato ai playoff grazie al secondo posto in regular season, perde la possibile promozione decidendo di ritirarsi a seguito dell'aggressione perpetrata a danno dei propri tifosi dagli ultras del Legnano il 26 maggio 2019. Sono infine retrocesse in Promozione/Landesliga le tre squadre ultime classificate, ossia il Naturns, l'Eppan e il Calciochiese.
Alle suddette squadre subentrano Trento, Sankt Georgen (retrocesse dalla Serie D), Mori Santo Stefano (vincitore del girone trentino di Promozione) e Bozner (vincitore del girone bolzanino di Promozione/Landesliga Südtirol).
La formula del campionato prevede la promozione diretta in Serie D della squadra prima classificata, mentre la seconda accede agli spareggi nazionali; le ultime tre retrocedono nella categoria inferiore
In via del tutto sperimentale e facoltativa, il regolamento di gioco introduce la possibilità della "panchina lunga" con nove giocatori di riserva.

## Squadre partecipanti
| Club                             | Città                        | Stadio                                                             | Stagione precedente                         |
| -------------------------------- | ---------------------------- | ------------------------------------------------------------------ | ------------------------------------------- |
| A.S.D. Anaune Valle di Non       | Cles (TN)                    | Stadio Comunale di Cles                                            | 13º posto in Eccellenza Trentino-Alto Adige |
| U.S.D. Arco 1895                 | Arco (TN)                    | Stadio Comunale di Arco                                            | 11º posto in Eccellenza Trentino-Alto Adige |
| S.S.V. Brixen A.S.V.             | Bressanone (BZ)              | Campo jugendhort - Klaus Seebacher                                 | 5º posto in Eccellenza Trentino-Alto Adige  |
| A.S.D. Bozner                    | Bolzano                      | Stadio Talvera-Bozner Arena                                        | 1º posto in Eccellenza Trentino-Alto Adige  |
| A.S.D. Comano Terme e Fiave      | Comano Terme (TN)            | Campo sportivo di Ponte Arche                                      | 12º posto in Eccellenza Trentino-Alto Adige |
| A.S.V. Sankt Georgen             | San Giorgio di Brunico (BZ)  | Campo sportivo scolastico di Brunico Campo sportivo di San Giorgio | 16º posto in Serie D, retrocesso            |
| S.V. Lana A.S.V.                 | Lana (BZ)                    | Campo comunale Raika                                               | 8º posto in Eccellenza Trentino-Alto Adige  |
| U.S. Lavis A.S.D.                | Lavis (TN)                   | Campo sintetico di Lavis                                           | 3º posto in Eccellenza Trentino-Alto Adige  |
| U.S.D. Mori Santo Stefano        | Mori (TN)                    | Stadio Comunale di Mori                                            | 1º posto in Eccellenza Trentino-Alto Adige  |
| A.F.C. Obermais                  | Maia Alta di Merano (BZ)     | Campo Sportivo Lahn                                                | 2º posto in Eccellenza Trentino-Alto Adige  |
| A.S.D. Rotaliana                 | Mezzolombardo (TN)           | Stadio Bruno De Varda                                              | 4º posto in Eccellenza Trentino-Alto Adige  |
| A.F.C. St. Martin M. I. Passeier | San Martino in Passiria (BZ) | Campo sportivo di San Martino                                      | 7º posto in Eccellenza Trentino-Alto Adige  |
| F.C.D. St. Pauls                 | San Paolo di Appiano (BZ)    | Centro sportivo Maso Ronco                                         | 10º posto in Eccellenza Trentino-Alto Adige |
| A.C. Trento S.C.S.D.             | Trento                       | Stadio Briamasco                                                   | 18º posto in Serie D, retrocesso            |
| A.S.V. Tramin                    | Termeno (BZ)                 | Zona sportiva Termeno                                              | 10º posto in Eccellenza Trentino-Alto Adige |
| U.S.D. Vipo Trento               | Trento (Villazzano - Povo)   | Centro sportivo Oscar Ceschi (Povo)                                | 9º posto in Eccellenza Trentino-Alto Adige  |

## Classifica finale
|  | Pos. | Squadra              | Pt | G  | V  | N | P  | GF | GS | DR  |
|  | ---- | -------------------- | -- | -- | -- | - | -- | -- | -- | --- |
|  | 1.   | Trento               | 55 | 21 | 18 | 1 | 2  | 57 | 12 | +45 |
|  | 2.   | Sankt Georgen        | 44 | 21 | 13 | 5 | 3  | 36 | 14 | +22 |
|  | 3.   | Arco                 | 34 | 21 | 10 | 4 | 7  | 30 | 26 | +4  |
|  | 4.   | Tramin               | 32 | 21 | 9  | 5 | 7  | 37 | 30 | +7  |
|  | 5.   | Lavis                | 31 | 21 | 8  | 7 | 6  | 27 | 21 | +6  |
|  | 6.   | Obermais             | 30 | 21 | 8  | 6 | 7  | 26 | 30 | -4  |
|  | 7.   | Mori Santo Stefano   | 30 | 21 | 8  | 6 | 7  | 23 | 30 | -7  |
|  | 8.   | Lana                 | 28 | 21 | 8  | 4 | 9  | 24 | 37 | -13 |
|  | 9.   | Vipo Trento          | 28 | 21 | 8  | 4 | 9  | 23 | 23 | 0   |
|  | 10.  | Bozner               | 25 | 21 | 7  | 4 | 10 | 21 | 31 | -10 |
|  | 11.  | Brixen               | 25 | 21 | 7  | 4 | 10 | 30 | 39 | -9  |
|  | 12.  | St. Pauls            | 22 | 21 | 6  | 4 | 11 | 30 | 31 | -1  |
|  | 13.  | Anaune Valle di Non  | 21 | 21 | 5  | 6 | 10 | 25 | 38 | -13 |
|  | 14.  | Comano Terme e Fiave | 21 | 21 | 5  | 6 | 10 | 26 | 37 | -11 |
|  | 15.  | Rotaliana            | 20 | 21 | 6  | 2 | 13 | 30 | 42 | -12 |
|  | 16.  | St. Martin M.I.P.    | 20 | 21 | 4  | 8 | 9  | 20 | 24 | -4  |

Legenda:
      Promozione in Serie D 2020-2021.
      Retrocessione in Promozione Trentino-Alto Adige 2020-2021.
Note:
Tre punti a vittoria, uno a pareggio, zero a sconfitta.